# Finn Salomonsen
Finn Salomonsen (31. januar 1909 – 23. april 1983) var en dansk ornitolog. Han er bedst kendt for sit arbejde med fugle på Grønland.
Hans interesse i Grønland begyndte i en alder af 16, da han var på tur til Upernavik med Lehn Schiøler. Han blev uddannet i zoologi i 1932 og blev zoologisk tilsynsførende i Naturfredningsrådets reservater og senere ansat ved Zoologisk Museum. Han arbejdede bl.a. med fugletræk. Under anden verdenskrig flygtede han med sin familie til Sverige.
Salomonsens arbejde inkluderer videnskabelige publikationer og han var forfatter eller medforfatter på 19 bøger. Bortset fra forskning i Grønland og arktis var han på Filippinerne (1951-1952) og Bismarckarkipelaget i New Guinea (1962). Han var redaktør af Dansk Ornithologisk Forenings Tidsskrift fra 1942 til 1961.
Finn Salomonsen var far til den danske sangerinde Sanne Salomonsen (født 1955).

## Værker
- "The Arctic Year", G.P. Putnam's Sons, New York, Copyright 1958. (Peter Freuchen og Finn Salomonsen)